# 308P/Lagerkvist-Carsenty
308P/Lagerkvist-Carsenty è una cometa periodica scoperta il 1º ottobre 1997 da Claes-Ingvar Lagerkvist e Uri Carsenty, la sua riscoperta il 1º luglio 2014 ha permesso di numerarla definitivamente.

## Peculiarità orbitali
Attualmente la cometa ha una MOID di sole 0,293725 UA col pianeta Giove, fatto che rende possibili incontri tra i due corpi celesti sufficientemente ravvicinati da perturbare notevolmente l'orbita della cometa tanto da non poter escludere che in futuro la cometa sia immessa di un'orbita molto diversa da quella attuale.
Quando non era ancora stata scoperta la cometa aveva una MOID col pianeta Saturno molto più piccola, tanto che il 12 ottobre 1954 la cometa e Saturno arrivarono a sole 0,01035 UA di distanza, pari a circa 1,5 milioni di km.